# Judea Pearl

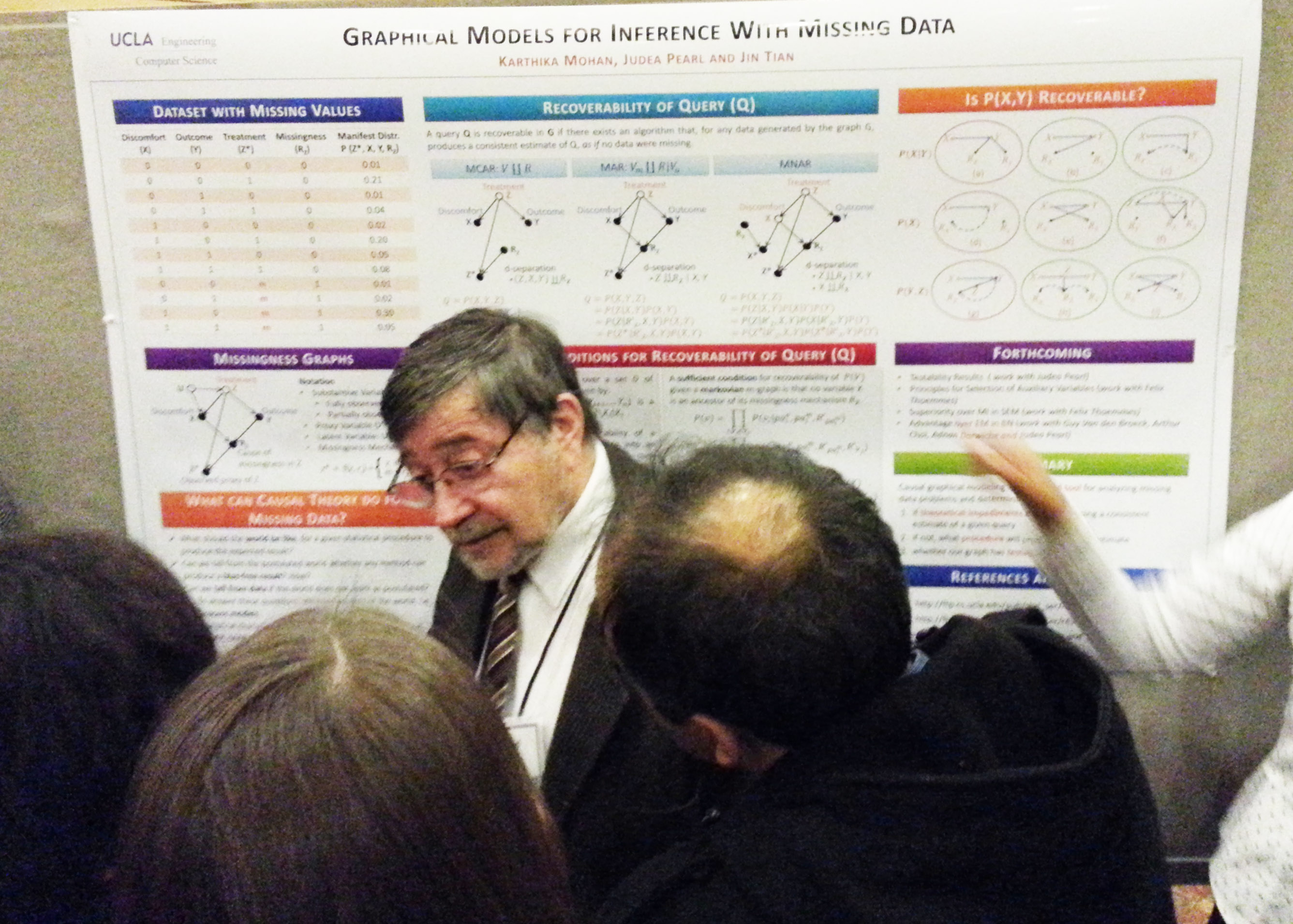
Judea Pearl in 2013

Judea Pearl (Tel Aviv, 4 september 1936) is een Israëlisch informaticus die in de Verenigde Staten woont en werkt. Hij is vooral bekend van zijn werk op het gebied van de kunstmatige intelligentie. Voor dit werk werd hem in 2011 de Turing Award toegekend.

## Levensloop
Pearl werd in 1936 in Tel Aviv geboren. In 1960 verhuisde hij, na het behalen van een bachelordiploma in de elektrotechniek, naar de Verenigde Staten om in 1965 aan de Rutgers-universiteit een masterdiploma in de natuurkunde te halen. In hetzelfde jaar promoveerde hij aan de Universiteit van New York in de elektrotechniek. Sinds 1970 werkt hij aan de UCLA in Los Angeles, waar hij hoogleraar informatica werd.
Pearl is getrouwd en heeft drie kinderen.

## Onderzoek
Pearl doet voornamelijk onderzoek in de kunstmatige intelligentie. Tot in de jaren 80 werd in dat gebied nog vooral met logische, regelgebaseerde systemen gewerkt, maar Pearl identificeerde onzekerheid als een centraal probleem en gebruikte technieken uit de waarschijnlijkheidsleer, in het bijzonder bayesiaanse netwerken, om het representeren en verkrijgen van kennis te modelleren. In 2011 kreeg hij voor zijn werk zowel de Rumelhartprijs, een belangrijke prijs binnen de cognitiewetenschappen, als de Turing Award, de belangrijkste onderscheiding op het gebied van de informatica.

## Daniel Pearl Foundation
Judea Pearl is de vader van de journalist Daniel Pearl, die in 2002 in Pakistan door moslim-extremisten werd vermoord. Naar aanleiding van diens dood richtten zijn ouders de Daniel Pearl Foundation op, die zich inzet voor tolerantie en begrip. Judea Pearl is de voorzitter van de stichting.
1966: Alan J. Perlis ·
1967: Maurice V. Wilkes ·
1968: Richard Hamming ·
1969: Marvin Minsky ·
1970: J.H. Wilkinson ·
1971: John McCarthy ·
1972: Edsger Dijkstra ·
1973: Charles W. Bachman ·
1974: Donald E. Knuth ·
1975: Allen Newell, Herbert Simon ·
1976: Michael Rabin, Dana S. Scott ·
1977: John Backus ·
1978: Robert W. Floyd ·
1979: Kenneth E. Iverson ·
1980: Tony Hoare ·
1981: Edgar F. (Ted) Codd ·
1982: Stephen A. Cook ·
1983: Ken Thompson, Dennis M. Ritchie ·
1984: Niklaus Wirth ·
1985: Richard M. Karp ·
1986: John Hopcroft, Robert Tarjan ·
1987: John Cocke ·
1988: Ivan Sutherland ·
1989: William Kahan ·
1990: Fernando J. Corbató ·
1991: Robin Milner ·
1992: Butler Lampson ·
1993: Juris Hartmanis, Richard E. Stearns ·
1994: Edward Feigenbaum, Raj Reddy ·
1995: Manuel Blum ·
1996: Amir Pnueli ·
1997: Douglas Engelbart ·
1998: Jim Gray ·
1999: Frederick P. Brooks, Jr. ·
2000: Andrew Chi-Chih Yao ·
2001: Ole-Johan Dahl, Kristen Nygaard ·
2002: Ron Rivest, Adi Shamir, Leonard M. Adleman ·
2003: Alan Kay ·
2004: Vinton G. Cerf, Robert E. Kahn ·
2005: Peter Naur ·
2006: Frances E. Allen ·
2007: Edmund M. Clarke, E. Allen Emerson, Joseph Sifakis ·
2008: Barbara Liskov ·
2009: Charles Thacker ·
2010: Leslie Valiant ·
2011: Judea Pearl ·
2012: Shafi Goldwasser, Silvio Micali ·
2013: Leslie Lamport ·
2014: Michael Stonebraker ·
2015: Martin Hellman, Whitfield Diffie ·
2016: Tim Berners-Lee ·
2017: John L. Hennessy, David Patterson ·
2018: Yoshua Bengio, Geoffrey Hinton, Yann LeCun ·
2019: Patrick M. Hanrahan, Edwin E. Catmull ·
2020: Alfred Aho, Jeffrey Ullman ·
2021: Jack Dongarra ·
2022: Robert Metcalfe ·
2023: Avi Wigderson